# Tel Yitzhak

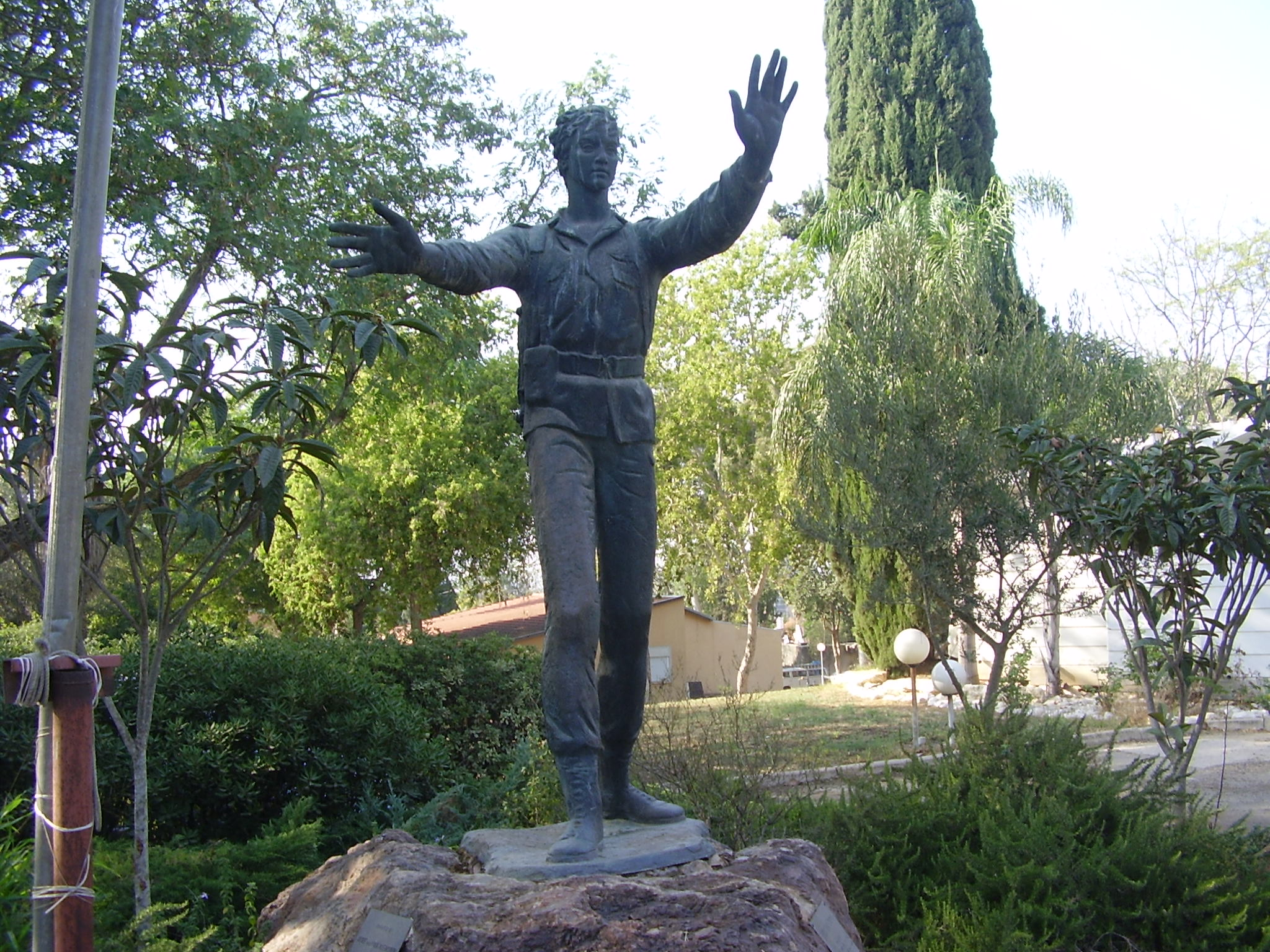
Statue de Gad Manela

Tel Yitzhak (Hebreu: תֵּל יִצְחָק, lit. Colline de Yitzhak) est un kibboutz du centre d'Israël. Il est sous la juridiction du Conseil régional Hof Hasharon. En 2006, sa population comptait 851 habitants.
Le kibboutz a été créé en 1938 par des immigrants venu de Galicie. Il a été nommé Tel Yitshak en hommage à Yitzhak Steiger, un leader de l'Hanoar Hatzioni en Galicie.
Gad Manela est né le 9 janvier 1946 à Tel Yitshak. Il est mort au combat le 26 juillet 1968 en Israël.